# Tisíckráte pozdravujem tebe
Tisíckráte pozdravujem tebe (někdy také Tisíckrát pozdravujeme tebe a dříve i Tisícůkrát pozdravujem tebe, německy Tausendmal stets wollen wir dich grüßen) je známá česká mariánská poutní píseň. V jednotném kancionále je označena číslem 812. Do května 2020 ji vždy od 8 do 18 hodin každou celou hodinu hrála zvonkohra v pražské Loretě. Na Slovensku je známa jako Tisíc ráz pozdravujeme teba (v Jednotném katolickém zpěvníku má číslo 383), v Polsku jako Po tysiąckroć pozdrawiamy Ciebie (např. K. Żmijka: Kancyonał mniejszy). Česká verze bývá publikována s údajem, že autor je neznámý. Jako autor chorvatské verze Rajska djevo, kraljice Hrvata z roku 1904 je uváděn jezuita Petar Perica. 

## Český text
| Tisíckráte pozdravujem tebe, ó Matičko Krista Ježíše; ty jsi krása veškerého nebe, tobě celá říše koří se. Ty jsi po Bohu ta nejprvnější, tobě čest a chválu nejpřednější andělé a svatí vzdávají, královnou tebe nazývají. Přispěj také nám, ó Matko naše, všichni vroucím srdcem žádáme. Jediné tys útočiště naše, po Bohu nad tebe nemáme. Ať ti můžem chvály prozpěvovat a tvé svaté jméno oslavovat; tak, jak tobě patří po Bohu, chceme tě chválit v každou dobu. Neboť Stvořitel nebe i země za svůj stánek tebe vyvolil; člověčenství naše přijal z tebe, slávou matky své tě ozdobil. Ježíš Kristus, Bůh a člověk pravý, moudrost věčná, vládce věčné slávy, hořké muky kříže podstoupil, aby lidstvo všechno vykoupil. | Na Siónu ty jsi utvrzená, v městě sídlíš věčně blaženém; dřív než bylas na svět narozená, poctěná jsi v slovu prorockém. Požíváš teď oné blaženosti, připravené tobě od věčnosti od dobroty Boha věčného, Otce, Syna, Ducha svatého. Ó překrásná paní, na Libanu jako cedr k nebi zvýšená, jako cypřiš na hoře Siónu, jako v Kades palma vznešená, jako růže v Jerichu jsi krásná, jako ranní denice jsi jasná, oliva jsi krásná na poli, javor u vod v tichém údolí. Lilie jsi ze všech nejkrásnější, která dává vůni líbeznou; ze všech květů ty jsi nejvzácnější, občerstvuješ duši znavenou. Před tvou krásou slunce, měsíc hasne, Paní mocná nebes říše jasné, ty jsi jistá brána nebeská, blaho naše, radost andělská. | Zdráva budiž, Panno nejslavnější, Matko Páně neporušená, Trojice jsi stánek nejsvětější, od věčnosti Bohem zvolená. Panno moudrá, schránko Boha vzácná, na obloze duho velmi krásná, Šalomouna křeslo vznešené, Gedeona rouno zrosené. Kdo by mohl všechnu slávu tvoji na tom světě ústy vyznati, kterou Syn tvůj jen pro lásku svoji ráčil tobě v nebi schystati. Byť i všichni chválu tobě pěli, jménem tvým zněl obor světa celý, větším světlem plane sláva tvá na nebesích, Matko Kristova. Před obrazem tvým, ó Matko Páně, chceme prosby svoje skládati; kéž nás chrání tvé mateřské rámě, kdykoliv tě budem žádati. V smutku světa, v nouzi, v těžkém kříži k tobě srdce s důvěrou se blíží: přímluvkyní buď nám na nebi, pomocnicí v dobách potřeby. | Vypros víru, naději a lásku, světlo ctnosti v duši rozněcuj, odvrať od nás hlad a mor a válku, v bídě každé při nás věrně stůj. Až pak Syn tvůj z žití pozemského před trůn slávy své a soudu svého duše naše bude volati, tehdy, Matko, rač se zastati. |

## Využití
Název písně je využit jako inspirace pro název katolického satirického periodika Tisíckráte. Přehrávání písně se spouští při navštívení úvodní stránky webu.

## Zajímavost
Známá píseň pomohla dle výpovědi bývalých vězňů v nechvalně známém Domečku na Hradčanech poznat, ve které věznici se právě nacházejí.